# Kanjuce
Kanjuce – wieś w Słowenii, w gminie Štore. W 2018 roku liczyła 90 mieszkańców.